# Plemyria diadelphata
Plemyria diadelphata là một loài bướm đêm trong họ Geometridae.